# Steviopsis dryophyla
Steviopsis dryophyla là một loài thực vật có hoa trong họ Cúc. Loài này được B.L.Turner miêu tả khoa học đầu tiên.